# Campbell Scott
Campbell Whalen Scott (New York, 19 juli 1961) is een Amerikaans acteur en sinds 1996 tevens regisseur. Hij won onder meer een National Board of Review Award voor zijn hoofdrol in Roger Dodger (2002) en werd samen met Stanley Tucci genomineerd voor de juryprijs op het Sundance Film Festival voor hun gezamenlijke regiedebuut Big Night.
Scott is een zoon van het tweemaal met elkaar getrouwd en weer gescheiden acteursechtpaar George C. Scott en Colleen Dewhurst en groeide zodoende op in een huis waar onder meer een Emmy Award, een Golden Globe en een Oscar in de vitrine stonden. Zelf trouwde hij in 1991 met Anne met wie hij in 1998 zoon Malcolm Scott kreeg. Hun huwelijk kwam in 2002 tot een einde. In 2009 hertrouwde Scott met Kathleen McElfresh.

## Filmografie
*Exclusief 5+ televisiefilms
Als acteur:
| - Jurassic World Dominion (2022) - The Amazing Spider-Man 2 (2014) - Before I Sleep (2013) - Still Mine (2012) - The Amazing Spider-Man (2012) - Eye of the Hurricane (2012) - Animals Distract Me (2011) - Beware the Gonzo (2010) - Handsome Harry (2009) - One Week (2008) - Phoebe in Wonderland (2008) - Music and Lyrics (2007) - Crashing (2007) - Stolen (2006, stem) - The Exorcism of Emily Rose (2005) - Duma (2005) - Loverboy (2005) - The Dying Gaul (2005) - Saint Ralph (2004) - Marie and Bruce (2004) - The Secret Lives of Dentists (2002) - Roger Dodger (2002) | - Delivering Milo (2001) - Other Voices (2000) - Spring Forward (1999) - Top of the Food Chain (1999) - Lush (1999) - Hi-Life (1998) - The Impostors (1998) - The Spanish Prisoner (1997) - Big Night (1996) - The Daytrippers (1996) - Let It Be Me (1995) - Mrs. Parker and the Vicious Circle (1994) - The Innocent (1993) - Singles (1992) - Dead Again (1991) - Dying Young (1991) - The Sheltering Sky (1990) - Longtime Companion (1990) - Ain't No Way Back (1990) - From Hollywood to Deadwood (1989) - Five Corners (1987) |

Als regisseur:
- Company Retreat (2009)
- Off the Map (2003)
- Final (2001)
- Hamlet (2000, televisiefilm)
- Big Night (1996)

## Televisieseries
*Exclusief eenmalige gastrollen
- Royal Pains - Boris Kuester von Jurgens-Ratenicz (2009-2013, 42 afleveringen)
- Damages - Joe Tobin (2010, dertien afleveringen)
- The American Experience - Verteller (2005-2008, drie afleveringen)
- Six Degrees - Steven Caseman (2006-2007, dertien afleveringen)
- Liberty! The American Revolution - Thomas Jefferson (1997, vijf afleveringen)

- Bibsys: 3032002
- Biblioteca Nacional de España: XX1139438
- Bibliothèque nationale de France: cb14033684k (data)
- Gemeinsame Normdatei: 141566876
- International Standard Name Identifier: 0000 0001 2321 1941
- Library of Congress Control Number: no96043160
- MusicBrainz: 52e2b765-419d-435c-b86d-7ee7e4b3ab31
- Nationale Bibliotheek van Tsjechië: xx0047023
- Nationale Bibliotheek van Israël: 987007330150505171
- Nationale Bibliotheek van Polen: a0000001285458
- Nederlandse Thesaurus van Auteursnamen: 094925038
- Istituto Centrale per il Catalogo Unico: RAVV092897
- SNAC: w63b9pmz
- Système universitaire de documentation: 058932801
- Virtual International Authority File: 85597266
- WorldCat: E39PBJjCXdm6M7kx964mVmymVC